# Hiroaki Morishima
Hiroaki Morishima (森島 寛晃, Morishima Hiroaki), né le 30 avril 1972 à Hiroshima, est un footballeur japonais évoluant au poste de milieu. International japonais, il aura joué 64 matchs et marqué 12 buts sous le maillot national. Le 30 octobre 2008, Morishima annonce son retrait du football.

## Palmarès
- Finaliste de la Coupe du Japon : 2001 (C. Osaka).
- J. League Best Eleven (équipe-type de la saison) : 1995, 2000

## Carrière internationale
- Vainqueur de la Coupe d'Asie des Nations : 2000.
- International japonais (64 sélections, 12 buts)[1].
- A participé à la Coupe du monde de 1998 (1 match) et 2002 (3 matchs, 1 but).
- A participé aux Coupe d'Asie des Nations de 1996 (1 match), 2000 (5 matchs).